# 中央里 (北投區)
中央里為台灣台北市北投區轄下之一里。本里以北投捷運線分隔兩區塊，大業路及北投路1段為人口密集住宅區；中央南路1段及新市街、磺港路、光明路沿線多屬商業活動區，轄內金融機構有銀行、農會。

## 基本資料
- 人口數：9221 人(男性：4429 人 ；女性：4792 人 )
- 土地面積：0.404726 (平方公里)
- 戶數：3408 戶
- 鄰數：28 鄰

## 里界
- 東至：新市街、中央路一段與清江里為界
- 西至：北投路一段接大興街與大同里為界西臨關渡平原
- 南至：大業路280巷與八仙里為界
- 北至：光明路、磺港路與長安里、大同里為界

## 歷史沿革
本里成立於民國35年，70年里行政區域調整時，將中正里第4、13鄰併入本里。79年3月12日區里行政區域調整將部份地區劃歸清江里及大同里，餘保留為本里。